# New Sensation
New Sensation – siódmy singel japońskiej piosenkarki Nany Mizuki, wydany 23 kwietnia 2003. Utwór Replay Machine -custom- wykorzystano jako opening w grze Omoide ni Kanata Kimi ~Memories Off~ na PS2. Singel osiągnął 20 pozycję w rankingu Oricon, sprzedał się w nakładzie 13 673 egzemplarzy.

## Lista utworów
| Nr | Tytuł                                                                        | Słowa                    | Kompozycja        | Aranżacja                      | Czas |
| -- | ---------------------------------------------------------------------------- | ------------------------ | ----------------- | ------------------------------ | ---- |
| 1. | "New Sensation"                                                              | Toshirō Yabuki           | Toshirō Yabuki    | Toshirō Yabuki                 | 4:32 |
| 2. | "Replay Machine -custom-" (jap. リプレイマシン -custom-)                     | Chiyomaru Shikura        | Chiyomaru Shikura | Tsutomu Ōhira, Toshimichi Isoe | 4:56 |
| 3. | "HONEY FLOWER"                                                               | Rei Satō, Naoko Furusawa | Akimitsu Honma    | Akimitsu Honma, Tsutomu Ōhira  | 3:53 |
| 4. | "New Sensation" (off vocal version)                                          |                          | Toshirō Yabuki    | Toshirō Yabuki                 | 4:32 |
| 5. | "Replay Machine -custom-" (jap. リプレイマシン -custom-) (off vocal version) |                          | Chiyomaru Shikura | Tsutomu Ōhira, Toshimichi Isoe | 4:56 |
| 6. | "HONEY FLOWER" (off vocal version)                                           |                          | Akimitsu Honma    | Akimitsu Honma, Tsutomu Ōhira  | 3:53 |

## Notowania
| Lista                       | Pozycja               |
| --------------------------- | --------------------- |
| Oricon Weekly Singles Chart | 20ref name="oricon"/> |
| CDTV                        | 30                    |